# Puebla del Maestre
Puebla del Maestre je španělská obec situovaná v provincii Badajoz (autonomní společenství Extremadura).

## Poloha
Obec je vzdálena 26 km od města Llereny, 121 km od Méridy a 133 km od města Badajoz. Patří do okresu Campiña Sur a soudního okresu Llerena.

## Historie
V roce 1834 se obec stává součástí soudního okresu Fuente de Cantos. V roce 1842 čítala obec 290 usedlostí a 1154 obyvatel.

## Odkazy

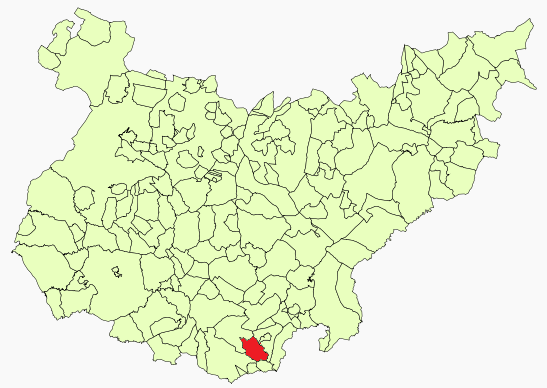
Poloha obce v provincii Badajoz

## Demografie
| Populace obce Puebla del Maestre z let (1842–2010) | Populace obce Puebla del Maestre z let (1842–2010) | Populace obce Puebla del Maestre z let (1842–2010) | Populace obce Puebla del Maestre z let (1842–2010) | Populace obce Puebla del Maestre z let (1842–2010) | Populace obce Puebla del Maestre z let (1842–2010) | Populace obce Puebla del Maestre z let (1842–2010) | Populace obce Puebla del Maestre z let (1842–2010) | Populace obce Puebla del Maestre z let (1842–2010) | Populace obce Puebla del Maestre z let (1842–2010) | Populace obce Puebla del Maestre z let (1842–2010) | Populace obce Puebla del Maestre z let (1842–2010) | Populace obce Puebla del Maestre z let (1842–2010) | Populace obce Puebla del Maestre z let (1842–2010) | Populace obce Puebla del Maestre z let (1842–2010) | Populace obce Puebla del Maestre z let (1842–2010) | Populace obce Puebla del Maestre z let (1842–2010) | Populace obce Puebla del Maestre z let (1842–2010) |
| -------------------------------------------------- | -------------------------------------------------- | -------------------------------------------------- | -------------------------------------------------- | -------------------------------------------------- | -------------------------------------------------- | -------------------------------------------------- | -------------------------------------------------- | -------------------------------------------------- | -------------------------------------------------- | -------------------------------------------------- | -------------------------------------------------- | -------------------------------------------------- | -------------------------------------------------- | -------------------------------------------------- | -------------------------------------------------- | -------------------------------------------------- | -------------------------------------------------- |
| 1842                                               | 1857                                               | 1860                                               | 1877                                               | 1887                                               | 1897                                               | 1900                                               | 1910                                               | 1920                                               | 1930                                               | 1940                                               | 1950                                               | 1960                                               | 1970                                               | 1981                                               | 1991                                               | 2001                                               | 2010                                               |
| 1 154                                              | 1 474                                              | 1 496                                              | 2 103                                              | 2 405                                              | 2 530                                              | 2 526                                              | 2 884                                              | 2 978                                              | 3 093                                              | 3 277                                              | 3 122                                              | 2 641                                              | 1 969                                              | 1 398                                              | 1 045                                              | 899                                                | 553                                                |